# Kotzebue (Alasca)
Kotzebue é uma cidade localizada no estado americano de Alasca. Possui em torno de 3000 habitantes.

## Demografia
Segundo o censo americano de 2000, a sua população era de 3082 habitantes.
Em 2006, foi estimada uma população de 3185, um aumento de 103 (3.3%).

## Geografia
De acordo com o United States Census Bureau, a localidade tem uma área de 74,2 km², dos quais 69,9 km² cobertos por terra e 4,3 km² cobertos por água.

## Localidades na vizinhança
O diagrama seguinte representa as localidades num raio de 96 km ao redor de Kotzebue.